# Nikkō Kaidō

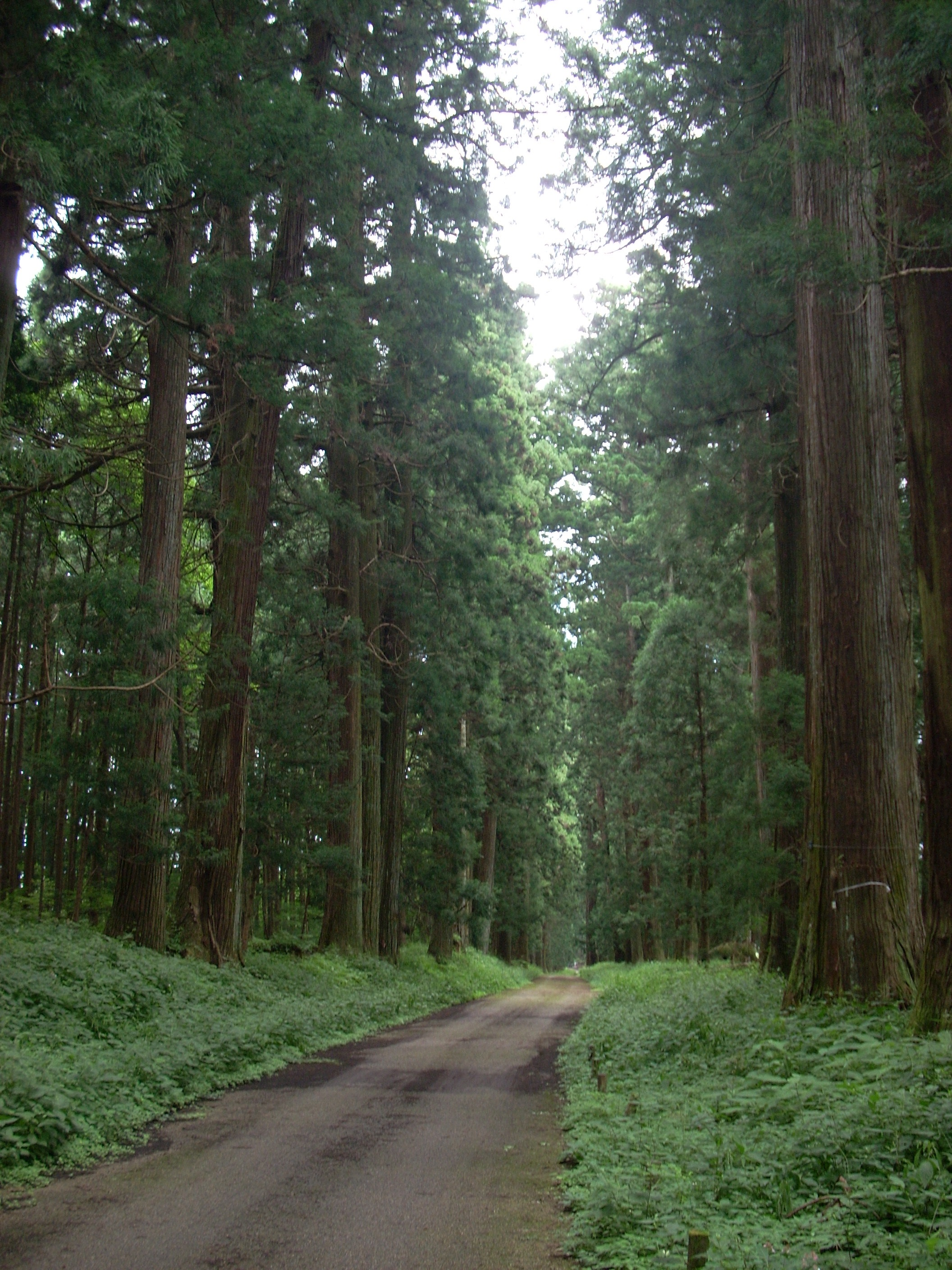
Die Sugi-Allee zwischen Imaichi und Nikkō

Die Nikkō Kaidō (japanisch 日光街道) ist eine der Fünf Fernstraßen. Sie nutzt zunächst die Ōshū Kaidō und zweigt von dieser in Utsunomiya ab und endete dann auf einer extra angelegten Straße in Nikkō.

## Geschichte
Die Straße wurde um 1617 fertig, damit in Nikkō die prächtige Grabanlage Tokugawa Ieyasus leicht besucht werden konnte. Später kam noch die Grabanlage für Tokugawa Iemitsu dazu.
Fürst Matsudaira Masatsuna (松平 正綱; 1576–1648), der den ersten drei Tokugawa-Shogunen u. a. als Kommissar (奉行, Bugyō) für den Bau des Tōshō-gū gedient hatte, ließ 50.000 Sugi pflanzen, um die letzten Kilometer der Straße nach Nikkō damit zu säumen. Heute sind noch 13.600 Bäume mit einem Durchmesser von mindestens 30 cm vorhanden. Die Allee ist weltweit die längste Allee dieser Art und ist in Japan als einziges Objekt doppelt ausgezeichnet, nämlich als Besondere Nationale Geschichtsspur (国の特別史跡, Kuni no tokubetsu shiseki) und als Besonderes Naturdenkmal (特別天然記念物, Tokubetsu tennen kinenbutsu) registriert.

## Stationen

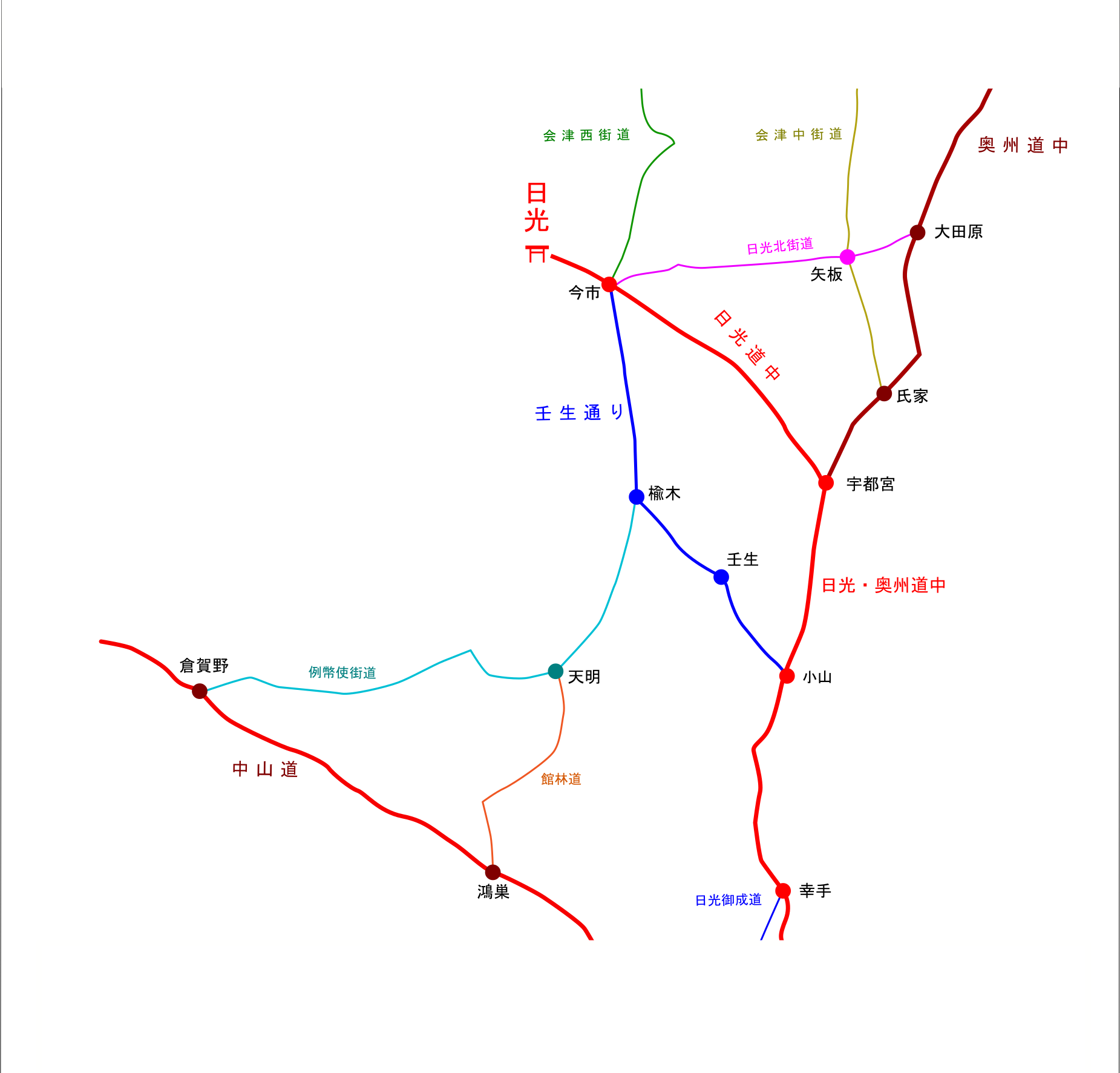
Wichtige Edo-zeitliche Landstraßen um/nach Nikkō: Im Osten trennten sich in Utsunomiya die Nikkō Kaidō (in rot) und die Ōshū Kaidō nach Norden; im Süden führte die Nakasendō von der Hauptstadt nach Westen, eine der Nebenrouten war die Nikkō Reiheishi Kaidō, die von Westen in Kuragano von der Nakasendō abzweigte und am Ende der Nibu-dōri (壬生通り) folgte, die in Oyama von der Oshū/Nikkō Kaidō abzweigte. Eine alternative Route von Süden war die Nikkō Wakiōkan („Nikkō-Nebenroute“) von Hachiōji über Tatebayashi an der Nakasendō und dann ab Tomita auf dem gleichen Weg wie die Reiheishi Kaidō nach Nikkō.

| Nr. | Kanji      | Ort                | Kreis      | Provinz    | heutige Gemeinde | heutige Präfektur |
| --- | ---------- | ------------------ | ---------- | ---------- | ---------------- | ----------------- |
| 0–  | 日本橋     | Nihonbashi (Edo)   | Toshima    | Musashi    | Chūō (Tokyo)     | Tokyo             |
| 01  | 千住宿     | Senju-shuku        | Adachi     | Musashi    | Adachi (Tokyo)   | Tokyo             |
| 02  | 草加宿     | Sōka-shuku         | Adachi     | Musashi    | Sōka             | Saitama           |
| 03  | 越ヶ谷宿   | Koshigaya-shuku    | Saitama    | Musashi    | Koshigaya        | Saitama           |
| 04  | 粕壁宿     | Kasukabe-shuku     | Saitama    | Musashi    | Kasukabe         | Saitama           |
| 05  | 杉戸宿     | Sugito-shuku       | Katsushika | Musashi    | Sugito           | Saitama           |
| 06  | 幸手宿     | Satte-shuku        | Katsushika | Musashi    | Satte            | Saitama           |
| 07  | 栗橋宿     | Kurahashi-shuku    | Katsushika | Musashi    | Kuki             | Saitama           |
| 08  | 中田宿     | Nakada-shuku       | Katsushika | Shimousa   | Koga             | Ibaraki           |
| 09  | 古河宿     | Koga-shuku         | Katsushika | Shimousa   | Koga             | Ibaraki           |
| 10  | 野木宿     | Nogi-shuku         | Tsuga      | Shimotsuke | Nogi             | Tochigi           |
| 11  | 間々田宿   | Mamada-shuku       | Tsuga      | Shimotsuke | Oyama            | Tochigi           |
| 12  | 小山宿     | Oyama-shuku        | Tsuga      | Shimotsuke | Oyama            | Tochigi           |
| 13  | 新田宿     | Shinden-shuku      | Tsuga      | Shimotsuke | Oyama            | Tochigi           |
| 14  | 小金井宿   | Koganei-shuku      | Tsuga      | Shimotsuke | Shimotsuke       | Tochigi           |
| 15  | 石橋宿     | Ishibashi-shuku    | Tsuga      | Shimotsuke | Shimotsuke       | Tochigi           |
| 16  | 雀宮宿     | Susumenomiya-shuku | Kawachi    | Shimotsuke | Utsunomiya       | Tochigi           |
| 17  | 宇都宮宿   | Utsunomiya-shuku   | Kawachi    | Shimotsuke | Utsunomiya       | Tochigi           |
| 18  | 徳次郎宿   | Tokujirō-shuku     | Kawachi    | Shimotsuke | Utsunomiya       | Tochigi           |
| 19  | 大沢宿     | Ōzawa-shuku        | Tsuga      | Shimotsuke | Nikkō            | Tochigi           |
| 20  | 今市宿     | Imaichi-shuku      | Tsuga      | Shimotsuke | Nikkō            | Tochigi           |
| 21  | 鉢石宿     | Hatsuishi-shuku    | Tsuga      | Shimotsuke | Nikkō            | Tochigi           |
| 0–  | 日光東照宮 | Nikkō Tōshō-gū     | Tsuga      | Shimotsuke | Nikkō            | Tochigi           |